# Campeonato de Baleares de ciclismo en pista
El Campeonato de Baleares de ciclismo en pista es una competición ciclista que se disputa en las Islas Baleares (España) para determinar los campeones de las diferentes modalidades de ciclismo en pista. Su organización, de carácter anual, corre a cargo de diferentes clubes ciclistas, además del apoyo de patrocinadores. Los resultados son supervisados y homologados por la Federación de Ciclismo de las Islas Baleares, quien les da carácter oficial.

## Historia
Las primeras modalidades que nacieron fueron las de velocidad (1893) y de fondo (1912), como principales pruebas representativas de corta y larga distancia, respectivamente. A medida que las pruebas tras motocicleta ganaban aceptación surgieron las pruebas tras moto stayer (1919) y moto comercial (1941).
El resto de disciplinas se añadieron a medida que alcanzaban fuerza y adeptos entre ciclistas y público: persecución (1952), americana (o madison) (1966), kilómetro y persecución por equipos (1972), puntuación (1991), keirin (2001), scratch (2002) y ómnium (2009).
El ciclismo femenino se desarrolló mucho más tarde, a partir de los años 70. Por eso los campeonatos no se celebraron hasta 1980, con la celebración de pruebas de velocidad, fondo y persecución (1980). En los años 90 se interrumpió su organización hasta resurgir en 2011, incorporándose el resto de modalidades: 500 metros, puntuación, keirin y scratch.
En todos los casos las pruebas sufrieron interrupciones por multitud de factores: falta de corredores, de clubes organizadores, de afición o por causas de fuerza mayor como la Guerra Civil.

## Pruebas masculinas individuales

### Velocidad
| Año           | Sede                                                | Campeón                                             | Notas                                               |
| ------------- | --------------------------------------------------- | --------------------------------------------------- | --------------------------------------------------- |
| 1893          | Velódromo de Son Espanyolet, Palma de Mallorca      | Antoni Manresa                                      |                                                     |
| 1894          | Velódromo de Son Espanyolet, Palma de Mallorca      | Joan Iglesias                                       | Se disputó como Campeonato de Palma de Mallorca     |
| 1895          | Velódromo de Son Espanyolet, Palma de Mallorca      | Miquel Vadell                                       |                                                     |
| 1896 – 1897   | No se disputó                                       | No se disputó                                       | No se disputó                                       |
| 1898          | Velódromo de Son Espanyolet, Palma de Mallorca      | Josep Grimalt                                       |                                                     |
| 1899          | Velódromo de Inca                                   | Joan Rosselló                                       |                                                     |
| 1900          | Velódromo de Son Espanyolet, Palma de Mallorca      | Simó Riera                                          |                                                     |
| 1901 – 1902   | No se disputó                                       | No se disputó                                       | No se disputó                                       |
| 1903          | Velódromo de Tirador, Palma de Mallorca             | Gabriel Martorell                                   |                                                     |
| 1904          | No se disputó                                       | No se disputó                                       | No se disputó                                       |
| 1905          | Velódromo de Tirador, Palma de Mallorca             | Antoni Seguí, Pometa                                |                                                     |
| 1906          | Velódromo de Tirador, Palma de Mallorca             | Mateu Maura                                         |                                                     |
| 1907          | No se disputó                                       | No se disputó                                       | No se disputó                                       |
| 1908          | Velódromo de Tirador, Palma de Mallorca             | Gabriel Oliver                                      |                                                     |
| 1909 – 1911   | No se disputó                                       | No se disputó                                       | No se disputó                                       |
| 1912          | Velódromo de Tirador, Palma de Mallorca             | Jaume Mayol                                         |                                                     |
| 1913          | Velódromo de Tirador, Palma de Mallorca             | Pere Roig                                           |                                                     |
| 1914          | Velódromo de Manacor                                | Pere Roig                                           |                                                     |
| 1915          | Velódromo de Tirador, Palma de Mallorca             | No se disputó                                       | No se disputó                                       |
| 1916          | Velódromo de Tirador, Palma de Mallorca             | Bartomeu Roig                                       |                                                     |
| 1917          | Velódromo de Tirador, Palma de Mallorca             | Joan Arbona                                         |                                                     |
| 1918          | Velódromo de Tirador, Palma de Mallorca             | Cancelado por la Gripe española                     | Cancelado por la Gripe española                     |
| 1919          | Velódromo de Tirador, Palma de Mallorca             | Miquel Bover                                        |                                                     |
| 1920          | Velódromo de Tirador, Palma de Mallorca             | Miquel Bover                                        |                                                     |
| 1921 – 1924   | No se disputó                                       | No se disputó                                       | No se disputó                                       |
| 1925          | Velódromo de Tirador, Palma de Mallorca             | Miquel Bover                                        |                                                     |
| 1926          | Velódromo de Tirador, Palma de Mallorca             | Miquel Bover                                        |                                                     |
| 1927          | Velódromo de Cap Blanc, Lluchmayor                  | Antoni Taberner                                     |                                                     |
| 1928          | Velódromo de Cap Blanc, Lluchmayor                  | Antoni Taberner                                     |                                                     |
| 1929          | Velódromo de Cap Blanc, Lluchmayor                  | Antoni Taberner                                     |                                                     |
| 1930          | Velódromo de Cap Blanc, Lluchmayor                  | Rafael Pou                                          |                                                     |
| 1931          | Velódromo de Cap Blanc, Lluchmayor                  | Antoni Taberner                                     |                                                     |
| 1932          | Velódromo de Tirador, Palma de Mallorca             | Antoni Ramon                                        |                                                     |
| 1933          | Velódromo de Cap Blanc, Lluchmayor                  | Miquel Llompart                                     |                                                     |
| 1934          | Velódromo de Cap Blanc, Lluchmayor                  | Miquel Llompart                                     |                                                     |
| 1935          | Velódromo de Tirador, Palma de Mallorca             | Miquel Llompart                                     |                                                     |
| 1936 – 1937   | No se disputó per culpa de la Guerra Civil española | No se disputó per culpa de la Guerra Civil española | No se disputó per culpa de la Guerra Civil española |
| 1938          | Velódromo de Tirador, Palma de Mallorca             | No se disputó per culpa de la Guerra Civil española | No se disputó per culpa de la Guerra Civil española |
| 1939          | Velódromo de Tirador, Palma de Mallorca             | Miquel Llompart                                     |                                                     |
| 1940          | Velódromo de Campos                                 | Joan Planas                                         |                                                     |
| 1941          | Velódromo de Campos                                 | Joan Bover                                          |                                                     |
| 1942          | No se disputó                                       | No se disputó                                       | No se disputó                                       |
| 1943          | Velódromo de Campos                                 | Antoni Salvà                                        |                                                     |
| 1944          | Velódromo de Tirador, Palma de Mallorca             | Guillem Timoner                                     |                                                     |
| 1945          | Velódromo de Tirador, Palma de Mallorca             | Guillem Timoner                                     |                                                     |
| 1946          | Velódromo de Campos                                 | Guillem Timoner                                     |                                                     |
| 1947          | Velódromo de Campos                                 | Guillem Timoner                                     |                                                     |
| 1948          | No se disputó                                       | No se disputó                                       | No se disputó                                       |
| 1949          | Velódromo de Campos                                 | Antoni Timoner                                      |                                                     |
| 1950          | No se disputó                                       | No se disputó                                       | No se disputó                                       |
| 1951 (indep.) | Velódromo de Campos                                 | Antoni Timoner                                      |                                                     |
| 1952 (indep.) | Velódromo de Manacor                                | Sebastià Amer                                       |                                                     |
| 1953 (indep.) | Velódromo de Manacor                                | Sebastià Amer                                       |                                                     |
| 1954 (indep.) | Velódromo de Manacor                                | Sebastià Amer                                       |                                                     |
| 1955 (indep.) | Velódromo de Campos                                 | Sebastià Amer                                       |                                                     |
| 1955 (amat.)  | Velódromo de Tirador, Palma de Mallorca             | Francesc Tortella                                   |                                                     |
| 1956 (prof.)  | Velódromo de Campos                                 | Gabriel Abraham                                     |                                                     |
| 1956 (amat.)  | Velódromo de Tirador, Palma de Mallorca             | Josep Escalas                                       |                                                     |
| 1957 (prof.)  | Velódromo de Campos                                 | Nicolau Ferrà                                       |                                                     |
| 1957 (amat.)  | Velódromo de Tirador, Palma de Mallorca             | Francesc Roig                                       |                                                     |
| 1958 (prof.)  | No se disputó                                       | No se disputó                                       | No se disputó                                       |
| 1958 (indep.) | Velódromo de Campos                                 | Nicolau Ferrà                                       |                                                     |
| 1958 (amat.)  | No se disputó                                       | No se disputó                                       | No se disputó                                       |
| 1959 (prof.)  | No se disputó                                       | No se disputó                                       | No se disputó                                       |
| 1959 (indep.) | Velódromo de Campos                                 | Antoni Carreras                                     |                                                     |
| 1959 (amat.)  | Velódromo de Campos                                 | Sebastià Serra                                      |                                                     |
| 1960 (prof.)  | No se disputó                                       | No se disputó                                       | No se disputó                                       |
| 1960 (indep.) | Velódromo de Campos                                 | Antoni Timoner                                      |                                                     |
| 1960 (amat.)  | Velódromo de Campos                                 | Miquel Mora                                         |                                                     |
| 1961 (prof.)  | No se disputó                                       | No se disputó                                       | No se disputó                                       |
| 1961 (amat.)  | Sa Pista, Artá                                      | Pau Burguera                                        |                                                     |
| 1962 (prof.)  | No se disputó                                       | No se disputó                                       | No se disputó                                       |
| 1962 (amat.)  | Velódromo de Campos                                 | Pau Burguera                                        |                                                     |
| 1963 – 1965   | No se disputó                                       | No se disputó                                       | No se disputó                                       |
| 1966 (prof.)  | Velódromo de Tirador, Palma de Mallorca             | Francesc Tortella                                   |                                                     |
| 1966 (amat.)  | Velódromo de Tirador, Palma de Mallorca             | Jordi Cañellas                                      |                                                     |
| 1967 – 1971   | No se disputó                                       | No se disputó                                       | No se disputó                                       |
| 1972          | Velódromo Francesc Alomar, Sinéu                    | Bartomeu Caldentey                                  |                                                     |
| 1973 – 1981   | No se disputó                                       | No se disputó                                       | No se disputó                                       |
| 1982          | Velódromo Andreu Oliver, Algaida                    | Joan Antoni Crespí                                  |                                                     |
| 1983          | Velódromo Andreu Oliver, Algaida                    | Jaume Pou                                           |                                                     |
| 1984          | No se disputó                                       | No se disputó                                       | No se disputó                                       |
| 1985          | Velódromo de Campos                                 | Jaume Pou                                           |                                                     |
| 1986          | No se disputó                                       | No se disputó                                       | No se disputó                                       |
| 1987          | Velódromo de Son Moix, Palma                        | Jaume Riera                                         |                                                     |
| 1988          | Velódromo de Son Moix, Palma                        | Jaume Riera                                         |                                                     |
| 1989          | Velódromo de Son Moix, Palma                        | Joan Manuel Sastre                                  |                                                     |
| 1990          | No se disputó                                       | No se disputó                                       | No se disputó                                       |
| 1991          | Velódromo de Son Moix, Palma                        | Joan Manuel Sastre                                  |                                                     |
| 1992          | No se disputó                                       | No se disputó                                       | No se disputó                                       |
| 1993          | Velódromo de Son Moix, Palma                        | Josep Gayà                                          |                                                     |
| 1994          | Velódromo de Son Moix, Palma                        | Josep Gayà                                          |                                                     |
| 1995          | Velódromo de Campos                                 | Josep Gayà                                          |                                                     |
| 1996          | Velódromo de Son Moix, Palma                        | Josep Gayà                                          |                                                     |
| 1997          | Velódromo de Son Moix, Palma                        | Josep Gayà                                          |                                                     |
| 1998 – 2000   | No se disputó                                       | No se disputó                                       | No se disputó                                       |
| 2001          | Velódromo de Son Moix, Palma                        | Bartomeu Amengual                                   |                                                     |
| 2002          | Velódromo de Son Moix, Palma                        | Joan Manuel Sastre                                  |                                                     |
| 2003          | Velódromo de Son Moix, Palma                        | Joan Manuel Sastre                                  |                                                     |
| 2004          | Velódromo de Son Moix, Palma                        | Joan Manuel Sastre                                  |                                                     |
| 2005          | No se disputó                                       | No se disputó                                       | No se disputó                                       |
| 2006          | Velódromo de Son Moix, Palma de Mallorca            | José Alberto Ibáñez                                 |                                                     |
| 2007          | Velódromo de Son Moix, Palma de Mallorca            | Daniel Estarellas                                   |                                                     |
| 2008 – 2009   | No se disputó                                       | No se disputó                                       | No se disputó                                       |
| 2010          | Palma Arena                                         | David Alonso                                        |                                                     |
| 2011          | Palma Arena                                         | David Alonso                                        |                                                     |
| 2012          | Velódromo de Son Moix, Palma de Mallorca            | Jaume Albert Muntaner                               |                                                     |
| 2013          | Palma Arena                                         |                                                     |                                                     |
| 2014          | Palma Arena                                         |                                                     |                                                     |
| 2015          | Palma Arena                                         |                                                     |                                                     |
| 2016          | Palma Arena                                         |                                                     |                                                     |
| 2017          | Palma Arena                                         |                                                     |                                                     |
| 2018          | Palma Arena                                         |                                                     |                                                     |
| 2019          | Palma Arena                                         |                                                     |                                                     |
| 2020          | Palma Arena                                         | Aplazado por la crisis de la Covid-19               |                                                     |

Categoría de corredores: (prof.), profesionales; (indep.), independientes; (amat.), amateurs/aficionados

### Fondo
| Año           | Sede                                                | Campeón                                             | Notas                                               |
| ------------- | --------------------------------------------------- | --------------------------------------------------- | --------------------------------------------------- |
| 1912          | Velódromo de Tirador, Palma                         | Jaume Mayol                                         |                                                     |
| 1913          | Velódromo de Tirador, Palma                         | Gabriel Oliver                                      |                                                     |
| 1914          | Monestir Park, Lluchmayor                           | Simó Febrer                                         |                                                     |
| 1915          | Monestir Park, Lluchmayor                           | Gabriel Oliver                                      |                                                     |
| 1916          | No se disputó                                       | No se disputó                                       | No se disputó                                       |
| 1917          | Velódromo de Tirador, Palma                         | Miquel Bover                                        |                                                     |
| 1918          | Velódromo de Tirador, Palma                         | Cancelado por la Gripe española                     | Cancelado por la Gripe española                     |
| 1919          | Velódromo de Tirador, Palma                         | Miquel Bover                                        |                                                     |
| 1920          | Velódromo de Tirador, Palma                         | Miquel Bover                                        |                                                     |
| 1921 – 1924   | No se disputó                                       | No se disputó                                       | No se disputó                                       |
| 1925          | Velódromo de Tirador, Palma                         | Miquel Bover                                        |                                                     |
| 1926          | Velódromo de Tirador, Palma                         | Miquel Bover                                        |                                                     |
| 1927          | No se disputó                                       | No se disputó                                       | No se disputó                                       |
| 1928          | Velódromo de Tirador, Palma                         | Miquel Bover                                        |                                                     |
| 1929          | No se disputó                                       | No se disputó                                       | No se disputó                                       |
| 1930          | Velódromo de Cap Blanc, Lluchmayor                  | Josep Nicolau                                       |                                                     |
| 1931          | Velódromo de Tirador, Palma                         | Bartomeu Flaquer                                    |                                                     |
| 1932          | Velódromo de Son Taiet, Artá                        | Bartomeu Flaquer                                    |                                                     |
| 1933          | Velódromo de Manacor                                | Bartomeu Flaquer                                    |                                                     |
| 1934          | Velódromo de Manacor                                | Josep Nicolau                                       |                                                     |
| 1935          | Velódromo de Manacor                                | Jaume Flaquer                                       |                                                     |
| 1936          | Velódromo de Manacor                                | Bartomeu Flaquer                                    |                                                     |
| 1937          | No se disputó por culpa de la Guerra Civil Española | No se disputó por culpa de la Guerra Civil Española | No se disputó por culpa de la Guerra Civil Española |
| 1938          | Velódromo de Tirador, Palma                         | Bartomeu Flaquer                                    |                                                     |
| 1939          | Velódromo de Tirador, Palma                         | Francesc Garcias                                    |                                                     |
| 1940          | Velódromo de Campos                                 | Francesc Garcias                                    |                                                     |
| 1941          | Velódromo de Campos                                 | Bartomeu Gayà                                       |                                                     |
| 1942          | Velódromo de Tirador, Palma                         | Andreu Martorell                                    |                                                     |
| 1943          | Velódromo de Campos                                 | Bartomeu Flaquer                                    |                                                     |
| 1944          | Velódromo de Tirador, Palma                         | Bartomeu Flaquer                                    |                                                     |
| 1945          | Velódromo de Campos                                 | Guillem Timoner                                     |                                                     |
| 1946          | Velódromo de Campos                                 | Pasqual Martorell                                   |                                                     |
| 1947 – 1948   | No se disputó                                       | No se disputó                                       | No se disputó                                       |
| 1949          | Velódromo de Campos                                 | Pasqual Martorell                                   |                                                     |
| 1950 (indep.) | Velódromo de Campos                                 | Antoni Timoner                                      |                                                     |
| 1951 (indep.) | Velódromo de Campos                                 | Antoni Timoner                                      |                                                     |
| 1952          | No se disputó                                       | No se disputó                                       | No se disputó                                       |
| 1953 (indep.) | Velódromo de Manacor                                | Joan Bibiloni                                       |                                                     |
| 1954 (prof.)  | Velódromo de Manacor                                | No se disputó                                       | No se disputó                                       |
| 1954 (amat.)  | Velódromo de Tirador, Palma                         | Jaume Alomar                                        |                                                     |
| 1955 (prof.)  | No se disputó                                       | No se disputó                                       | No se disputó                                       |
| 1955 (amat.)  | Velódromo de Campos                                 | Joan Vicens                                         |                                                     |
| 1956 (prof.)  | Velódromo de Tirador, Palma                         | Antoni Timoner                                      |                                                     |
| 1956 (amat.)  | Velódromo de Campos                                 | Francesc Roig                                       |                                                     |
| 1957 (prof.)  | No se disputó                                       | No se disputó                                       | No se disputó                                       |
| 1957 (amat.)  | Velódromo de Campos                                 | Sebastià Sastre                                     |                                                     |
| 1958 (prof.)  | No se disputó                                       | No se disputó                                       | No se disputó                                       |
| 1958 (amat.)  | Velódromo de Tirador, Palma                         | Joan Vicens                                         |                                                     |
| 1959 (prof.)  | No se disputó                                       | No se disputó                                       | No se disputó                                       |
| 1959 (amat.)  | Velódromo de Tirador, Palma                         | Francesc Roig                                       |                                                     |
| 1960          | No se disputó                                       | No se disputó                                       | No se disputó                                       |
| 1961 (prof.)  | Velódromo de Campos                                 | Joan Vicens                                         |                                                     |
| 1961 (amat.)  | No se disputó                                       | No se disputó                                       | No se disputó                                       |
| 1962          | No se disputó                                       | No se disputó                                       | No se disputó                                       |
| 1963 (prof.)  | Velódromo de Tirador, Palma                         | Jordi Nicolau                                       |                                                     |
| 1963 (amat.)  | No se disputó                                       | No se disputó                                       | No se disputó                                       |
| 1964 – 1971   | No se disputó                                       | No se disputó                                       | No se disputó                                       |
| 1972          | Velódromo de Tirador, Palma                         | Miquel Verdera                                      |                                                     |
| 1973 – 1974   | No se disputó                                       | No se disputó                                       | No se disputó                                       |
| 1975          | Velódromo de Campos                                 | José Julián Crespo                                  |                                                     |
| 1976 – 1979   | No se disputó                                       | No se disputó                                       | No se disputó                                       |
| 1980          | Velódromo Andreu Oliver, Algaida                    | José Becerra                                        |                                                     |
| 1981          | No se disputó                                       | No se disputó                                       | No se disputó                                       |
| 1982          | Velódromo Andreu Oliver, Algaida                    | Jaume Pou                                           |                                                     |
| 1983          | Velódromo Andreu Oliver, Algaida                    | Jaume Pou                                           |                                                     |
| 1984          | No se disputó                                       | No se disputó                                       | No se disputó                                       |
| 1985          | Velódromo de Campos                                 | Serafí Riera                                        |                                                     |
| 1986          | No se disputó                                       | No se disputó                                       | No se disputó                                       |
| 1987          | Velódromo de Son Moix, Palma                        | Serafí Riera                                        |                                                     |
| 1988          | Velódromo de Son Moix, Palma                        | Joan Carles Tomàs                                   |                                                     |
| 1989          | Velódromo de Son Moix, Palma                        | Joan Llaneras                                       |                                                     |
| 1990          | No se disputó                                       | No se disputó                                       | No se disputó                                       |
| 1991          | Velódromo de Son Moix, Palma                        | Miquel Riera                                        |                                                     |
| 1992          | No se disputó                                       | No se disputó                                       | No se disputó                                       |
| 1993          | Velódromo de Son Moix, Palma                        | Serafí Riera                                        |                                                     |
| 1994 – 2012   | No se disputó                                       | No se disputó                                       | No se disputó                                       |
| 2013 – 2020   | pendiente                                           | pendiente                                           |                                                     |

Categoría de corredores: (prof.), profesionales; (indep.), independientes; (amat.), amateurs/aficionados

### Medio fondo tras moto stayer
| Año         | Sede                                                | Campeón                                             | Notas                                               |
| ----------- | --------------------------------------------------- | --------------------------------------------------- | --------------------------------------------------- |
| 1919        | Velódromo de Tirador, Palma                         | Miquel Bover                                        |                                                     |
| 1920 – 1927 | No se disputó                                       | No se disputó                                       | No se disputó                                       |
| 1928        | Velódromo de Tirador, Palma                         | Miquel Bover                                        |                                                     |
| 1929        | No se disputó                                       | No se disputó                                       | No se disputó                                       |
| 1930        | Velódromo de Tirador, Palma                         | Francesc Salvà                                      |                                                     |
| 1931        | Velódromo de Tirador, Palma                         | Francesc Salvà                                      |                                                     |
| 1932        | Velódromo de Tirador, Palma                         | Francesc Salvà                                      |                                                     |
| 1933        | Velódromo de Tirador, Palma                         | Josep Nicolau                                       |                                                     |
| 1934        | Velódromo de Tirador, Palma                         | Joan Planas                                         |                                                     |
| 1935        | Velódromo de Tirador, Palma                         | Miquel Llompart                                     |                                                     |
| 1936        | Velódromo de Tirador, Palma                         | Joan Planas                                         |                                                     |
| 1937 – 1939 | No se disputó per culpa de la Guerra Civil española | No se disputó per culpa de la Guerra Civil española | No se disputó per culpa de la Guerra Civil española |
| 1940        | Velódromo de Tirador, Palma                         | No se disputó                                       | No se disputó                                       |
| 1941        | Velódromo de Tirador, Palma                         | Miquel Llompart                                     |                                                     |
| 1942 – 1944 | No se disputó                                       | No se disputó                                       | No se disputó                                       |
| 1945        | Velódromo de Tirador, Palma                         | No se disputó                                       | No se disputó                                       |
| 1946        | Velódromo de Tirador, Palma                         | Tomàs Garcias, Ribes                                |                                                     |
| 1947 – 1957 | No se disputó                                       | No se disputó                                       | No se disputó                                       |
| 1958        | Velódromo de Campos                                 | Andreu Martí                                        |                                                     |
| 1959 – 1974 | No se disputó                                       | No se disputó                                       | No se disputó                                       |
| 1975        | Velódromo Andreu Oliver, Algaida                    | Jaume Bordoy                                        |                                                     |
| 1976 – 1977 | No se disputó                                       | No se disputó                                       | No se disputó                                       |
| 1978        | Velódromo Andreu Oliver, Algaida                    | Bartomeu Caldentey                                  |                                                     |
| 1979        | No se disputó                                       | No se disputó                                       | No se disputó                                       |
| 1980        | Velódromo Andreu Oliver, Algaida                    | Bartomeu Caldentey                                  |                                                     |
| 1981 – 1982 | No se disputó                                       | No se disputó                                       | No se disputó                                       |
| 1983        | Velódromo Andreu Oliver, Algaida                    | Jaume Pou                                           |                                                     |
| 1984 – 1987 | No se disputó                                       | No se disputó                                       | No se disputó                                       |
| 1988        | Velódromo de Son Moix, Palma                        | Jaume Riera                                         |                                                     |
| 1989 –      | No se disputó                                       | No se disputó                                       | No se disputó                                       |

Categoría de corredores: (prof.), profesionales; (indep.), independientes; (amat.), amateurs/aficionados

### Medio fondo tras moto comercial
| Año           | Sede                             | Campeón                 | Notas         |
| ------------- | -------------------------------- | ----------------------- | ------------- |
| 1941          | Velódromo de Tirador, Palma      | Miquel Llompart         |               |
| 1942          | No se disputó                    | No se disputó           | No se disputó |
| 1943          | Velódromo de Tirador, Palma      | Miquel Llompart         |               |
| 1944          | Velódromo de Campos              | Joan Bover              |               |
| 1945          | Velódromo de Campos              | Tomàs Garcias, Ribes    |               |
| 1946 – 1948   | No se disputó                    | No se disputó           | No se disputó |
| 1949          | Velódromo de Tirador, Palma      | No se disputó           | No se disputó |
| 1950 – 1952   | No se disputó                    | No se disputó           | No se disputó |
| 1953          | Velódromo de Campos              | Antoni Timoner          |               |
| 1954          | No se disputó                    | No se disputó           | No se disputó |
| 1955          | Velódromo de Campos              | Pere Mascaró            |               |
| 1956 (prof.)  | Velódromo de Campos              | Antoni Cladera          |               |
| 1956 (amat.)  | Velódromo de Tirador, Palma      | Joan Vicens             |               |
| 1957 (prof.)  | Velódromo de Campos              | No se disputó           | No se disputó |
| 1957 (indep.) | Velódromo de Campos              | Nicolau Ferrà           |               |
| 1957 (amat.)  | Velódromo de Tirador, Palma      | No se disputó           | No se disputó |
| 1958 (prof.)  | Velódromo de Tirador, Palma      | Josep Escalas           |               |
| 1958 (indep.) | Velódromo de Campos              | Andreu Martí            |               |
| 1958 (amat.)  | Velódromo de Tirador, Palma      | Josep Escalas           |               |
| 1959 (prof.)  | Velódromo de Tirador, Palma      | Josep Escalas           |               |
| 1959 (amat.)  | Velódromo de Tirador, Palma      | Antoni Garcias, Ribetes |               |
| 1960 (prof.)  | No se disputó                    | No se disputó           | No se disputó |
| 1960 (amat.)  | Velódromo de Campos              | Josep Escalas           |               |
| 1961 – 1964   | No se disputó                    | No se disputó           | No se disputó |
| 1965 (prof.)  | Velódromo de Tirador, Palma      | Pere J. Gomila          |               |
| 1965 (amat.)  | No se disputó                    | No se disputó           | No se disputó |
| 1966 – 1969   | No se disputó                    | No se disputó           | No se disputó |
| 1970 (prof.)  | No se disputó                    | No se disputó           | No se disputó |
| 1970 (amat.)  | Velódromo de Tirador, Palma      | José Fanegas            |               |
| 1971 (prof.)  | Velódromo de Tirador, Palma      | Antoni Cerdà            |               |
| 1971 (amat.)  | Velódromo de Tirador, Palma      | Bartomeu Caldentey      |               |
| 1972          | Velódromo de Tirador, Palma      | Antoni Sagrera          |               |
| 1973          | No se disputó                    | No se disputó           | No se disputó |
| 1974          | Velódromo de Campos              | Jaume Bordoy            |               |
| 1975 – 1977   | No se disputó                    | No se disputó           | No se disputó |
| 1978          | Velódromo Andreu Oliver, Algaida | Miquel Adrover          |               |
| 1979 – 1980   | No se disputó                    | No se disputó           | No se disputó |
| 1981          | Velódromo Andreu Oliver, Algaida | Bartomeu Caldentey      |               |
| 1982          | No se disputó                    | No se disputó           | No se disputó |
| 1983          | Velódromo Andreu Oliver, Algaida | Jaume Pou               |               |
| 1984 –        | No se disputó                    | No se disputó           | No se disputó |

Categoría de corredores: (prof.), profesionales; (indep.), independientes; (amat.), amateurs/aficionados

### Persecución
| Año           | Sede                             | Campeón                               | Notas             |
| ------------- | -------------------------------- | ------------------------------------- | ----------------- |
| 1952 (indep.) | Velódromo de Manacor             | Marc Perpinyà                         |                   |
| 1953 – 1954   | No se disputó                    | No se disputó                         | No se disputó     |
| 1955 (prof.)  | No se disputó                    | No se disputó                         | No se disputó     |
| 1955 (indep.) | Velódromo de Campos              | Pere Mascaró                          |                   |
| 1955 (amat.)  | Velódromo de Tirador, Palma      | Joan Mercadal                         |                   |
| 1956 (prof.)  | Velódromo de Tirador, Palma      | Nicolau Ferrà                         |                   |
| 1956 (amat.)  | Velódromo de Tirador, Palma      | Joan Vicens                           |                   |
| 1957 (prof.)  | Velódromo de Tirador, Palma      | Nicolau Ferrà                         |                   |
| 1957 (amat.)  | Velódromo de Tirador, Palma      | Joan Vicens                           |                   |
| 1958 (prof.)  | No se disputó                    | No se disputó                         | No se disputó     |
| 1958 (amat.)  | Velódromo de Tirador, Palma      | Miquel Martorell                      |                   |
| 1959          | No se disputó                    | No se disputó                         | No se disputó     |
| 1960 (prof.)  | No se disputó                    | No se disputó                         | No se disputó     |
| 1960 (amat.)  | Velódromo de Campos              | Francesc Tortella                     |                   |
| 1961 – 1965   | No se disputó                    | No se disputó                         | No se disputó     |
| 1966 (prof.)  | Velódromo de Tirador, Palma      | Jaume Mateu                           |                   |
| 1966 (amat.)  | Velódromo de Tirador, Palma      | Jaume Estarellas                      |                   |
| 1967 – 1969   | No se disputó                    | No se disputó                         | No se disputó     |
| 1970 (prof.)  | No se disputó                    | No se disputó                         | No se disputó     |
| 1970 (amat.)  | Velódromo de Tirador, Palma      | Antoni Cerdà                          |                   |
| 1971          | No se disputó                    | No se disputó                         | No se disputó     |
| 1972          | Velódromo de Tirador, Palma      | Jaume Bordoy                          |                   |
| 1973 – 1981   | No se disputó                    | No se disputó                         | No se disputó     |
| 1982          | Velódromo Andreu Oliver, Algaida | Joan Antoni Crespí                    |                   |
| 1983          | Velódromo Andreu Oliver, Algaida | Joan Antoni Crespí                    |                   |
| 1984          | No se disputó                    | No se disputó                         | No se disputó     |
| 1985          | Velódromo de Campos              | Bartomeu Munar                        |                   |
| 1986          | No se disputó                    | No se disputó                         | No se disputó     |
| 1987          | Velódromo de Son Moix, Palma     | Serafí Riera                          |                   |
| 1988          | Velódromo de Son Moix, Palma     | Joan Llaneras                         |                   |
| 1989          | Velódromo de Son Moix, Palma     | Joan Llaneras                         |                   |
| 1990          | No se disputó                    | No se disputó                         | No se disputó     |
| 1991          | Velódromo de Son Moix, Palma     | Miquel Riera                          |                   |
| 1992          | No se disputó                    | No se disputó                         | No se disputó     |
| 1993          | Velódromo de Son Moix, Palma     | Serafí Riera                          |                   |
| 1994          | Velódromo de Son Moix, Palma     | Bartomeu Pomar                        |                   |
| 1995          | Velódromo de Campos              | Jorge Gª Campalans                    |                   |
| 1996          | Velódromo de Son Moix, Palma     | Jorge Gª Campalans                    |                   |
| 1997          | Velódromo de Son Moix, Palma     | Alberto Huélamo                       |                   |
| 1998 – 2000   | No se disputó                    | No se disputó                         | No se disputó     |
| 2001          | Velódromo de Son Moix, Palma     | Miquel Alzamora                       |                   |
| 2002          | Velódromo de Son Moix, Palma     | David Muntaner                        |                   |
| 2003          | Velódromo de Son Moix, Palma     | Xisco Martí                           |                   |
| 2004          | Velódromo de Son Moix, Palma     | Pere Mas                              |                   |
| 2005          | Velódromo de Son Moix, Palma     | David Muntaner                        |                   |
| 2006          | Velódromo de Son Moix, Palma     | David Muntaner                        |                   |
| 2007          | Velódromo de Son Moix, Palma     | David Muntaner                        |                   |
| 2008          | Velódromo de Son Moix, Palma     | David Muntaner                        |                   |
| 2009          | Palma Arena                      | Jaume Albert Muntaner                 |                   |
| 2010          | Palma Arena                      | David Muntaner                        |                   |
| 2011          | Palma Arena                      | David Muntaner                        |                   |
| 2012          | No es va disputar                | No es va disputar                     | No es va disputar |
| 2013          | Palma Arena                      |                                       |                   |
| 2014          | Palma Arena                      |                                       |                   |
| 2015          | Palma Arena                      |                                       |                   |
| 2016          | Palma Arena                      |                                       |                   |
| 2017          | Palma Arena                      |                                       |                   |
| 2018          | Palma Arena                      |                                       |                   |
| 2019          | Palma Arena                      |                                       |                   |
| 2020          | Palma Arena                      | Aplazado por la crisis de la Covid-19 |                   |

Categoría de corredores: (prof.), profesionales; (indep.), independientes; (amat.), amateurs/aficionados

### Kilómetro
| Año         | Sede                                     | Campeón                               | Notas         |
| ----------- | ---------------------------------------- | ------------------------------------- | ------------- |
| 1972        | Velódromo de Tirador, Palma              | Antoni Vallori                        |               |
| 1973 – 1981 | No se disputó                            | No se disputó                         | No se disputó |
| 1982        | Velódromo Andreu Oliver, Algaida         | Joan Antoni Crespí                    |               |
| 1983        | Velódromo Andreu Oliver, Algaida         | Joan Antoni Crespí                    |               |
| 1984        | No se disputó                            | No se disputó                         | No se disputó |
| 1985        | Velódromo de Campos                      | Bartomeu Munar                        |               |
| 1986        | No se disputó                            | No se disputó                         | No se disputó |
| 1987        | Velódromo de Son Moix, Palma             | Serafí Riera                          |               |
| 1988        | Velódromo de Son Moix, Palma             | Ramon Ros                             |               |
| 1989        | Velódromo de Son Moix, Palma             | Joan Manuel Sastre                    |               |
| 1990        | No se disputó                            | No se disputó                         | No se disputó |
| 1991        | Velódromo de Son Moix, Palma             | Miquel Riera                          |               |
| 1992        | No se disputó                            | No se disputó                         | No se disputó |
| 1993        | Velódromo de Son Moix, Palma             | Josep Gayà                            |               |
| 1994        | Velódromo de Son Moix, Palma             | Josep Gayà                            |               |
| 1995        | Velódromo de Campos                      | Jorge Gª Campalans                    |               |
| 1996        | Velódromo de Son Moix, Palma             | Jorge Gª Campalans                    |               |
| 1997 – 2000 | No se disputó                            | No se disputó                         | No se disputó |
| 2001        | Velódromo de Son Moix, Palma             | Pere Mas                              |               |
| 2002        | Velódromo de Son Moix, Palma             | David Muntaner                        |               |
| 2003        | Velódromo de Son Moix, Palma             | David Muntaner                        |               |
| 2004        | Velódromo de Son Moix, Palma             | Pere Mas                              |               |
| 2005        | Velódromo de Son Moix, Palma             | David Muntaner                        |               |
| 2006        | Velódromo de Son Moix, Palma de Mallorca | Pere Mas                              |               |
| 2007        | Velódromo de Son Moix, Palma de Mallorca | Pere Mas                              |               |
| 2008        | Velódromo de Son Moix, Palma de Mallorca | Pere Mas                              |               |
| 2009        | Palma Arena                              | Jaume Albert Muntaner                 |               |
| 2010        | Palma Arena                              | David Muntaner                        |               |
| 2011        | Palma Arena                              | David Alonso                          |               |
| 2012        | Velódromo de Son Moix, Palma de Mallorca | Antoni Ballester                      |               |
| 2013        | Palma Arena                              |                                       |               |
| 2014        | Palma Arena                              |                                       |               |
| 2015        | Palma Arena                              |                                       |               |
| 2016        | Palma Arena                              |                                       |               |
| 2017        | Palma Arena                              |                                       |               |
| 2018        | Palma Arena                              |                                       |               |
| 2019        | Palma Arena                              |                                       |               |
| 2020        | Palma Arena                              | Aplazado por la crisis de la Covid-19 |               |

### Puntuación
| Año         | Sede                                     | Campeón                               | Notas         |
| ----------- | ---------------------------------------- | ------------------------------------- | ------------- |
| 1991        | Velódromo de Son Moix, Palma             | Miquel Riera                          |               |
| 1992 – 1993 | No se disputó                            | No se disputó                         | No se disputó |
| 1994        | Velódromo de Son Moix, Palma             | Bartomeu Pomar                        |               |
| 1995        | Velódromo de Campos                      | Bartomeu Amengual                     |               |
| 1996        | Velódromo de Son Moix, Palma             | Àngel Gª Escandell                    |               |
| 1997        | Velódromo de Son Moix, Palma             | Luis Javier Arce                      |               |
| 1998        | No se disputó                            | No se disputó                         | No se disputó |
| 1999        | Velódromo de Son Moix, Palma             | Joan Adrover                          |               |
| 2000        | No se disputó                            | No se disputó                         | No se disputó |
| 2001        | Velódromo de Son Moix, Palma             | Miquel Alzamora                       |               |
| 2002        | Velódromo de Son Moix, Palma             | Joan Llaneras                         |               |
| 2003        | Velódromo de Son Moix, Palma             | Marcos Escribano                      |               |
| 2004        | Velódromo de Son Moix, Palma             | Pere Mas                              |               |
| 2005        | Velódromo de Son Moix, Palma             | Juan Francisco Romero                 |               |
| 2006        | Velódromo de Son Moix, Palma de Mallorca | David Muntaner                        |               |
| 2007        | Velódromo de Son Moix, Palma de Mallorca | Pere Mas                              |               |
| 2008        | Velódromo de Son Moix, Palma de Mallorca | Pere Mas                              |               |
| 2009        | Palma Arena                              | Daniel Crespí                         |               |
| 2010        | Palma Arena                              | David Muntaner                        |               |
| 2011        | Palma Arena                              | Salvador Gonzálvez                    |               |
| 2012        | Velódromo de Son Moix, Palma de Mallorca | José Alberto Ibáñez                   |               |
| 2013        | Palma Arena                              |                                       |               |
| 2014        | Palma Arena                              |                                       |               |
| 2015        | Palma Arena                              | Jaume Albert Muntaner                 |               |
| 2016        | Palma Arena                              |                                       |               |
| 2017        | Palma Arena                              | Albert Torres                         |               |
| 2018        | Palma Arena                              | Gabriel Mayans                        |               |
| 2019        | Palma Arena                              | Llorenç Tomàs                         |               |
| 2020        | Palma Arena                              | Aplazado por la crisis de la Covid-19 |               |

### Keirin
| Año  | Sede                                     | Campeón                               | Notas         |
| ---- | ---------------------------------------- | ------------------------------------- | ------------- |
| 2001 | Velódromo de Son Moix, Palma             | Antoni Abraham                        |               |
| 2002 | Velódromo de Son Moix, Palma             | Joan Manuel Sastre                    |               |
| 2003 | Velódromo de Son Moix, Palma             | David Muntaner                        |               |
| 2004 | Velódromo de Son Moix, Palma             | Pere Mas                              |               |
| 2005 | Velódromo de Son Moix, Palma             | David Muntaner                        |               |
| 2006 | Velódromo de Son Moix, Palma             | Pere Mas                              |               |
| 2007 | Velódromo de Son Moix, Palma de Mallorca | Pere Mas                              |               |
| 2008 | Velódromo de Son Moix,                   | Jaume Albert Muntaner                 |               |
| 2009 | Palma Arena                              | Jaume Albert Muntaner                 |               |
| 2010 | No se disputó                            | No se disputó                         | No se disputó |
| 2011 | Palma Arena                              | David Alonso                          |               |
| 2012 | Velódromo de Son Moix, Palma de Mallorca | Tomeu Gelabert                        |               |
| 2013 | Palma Arena                              |                                       |               |
| 2014 | Palma Arena                              |                                       |               |
| 2015 | Palma Arena                              | Jaume Albert Muntaner                 |               |
| 2016 | Palma Arena                              |                                       |               |
| 2017 | Palma Arena                              |                                       |               |
| 2018 | Palma Arena                              |                                       |               |
| 2019 | Palma Arena                              |                                       |               |
| 2020 | Palma Arena                              | Aplazado por la crisis de la Covid-19 |               |

### Scratch
| Año  | Sede                                     | Campeón                               | Notas |
| ---- | ---------------------------------------- | ------------------------------------- | ----- |
| 2002 | Velódromo de Son Moix, Palma             | Miquel Perelló                        |       |
| 2003 | Velódromo de Son Moix, Palma             | David Muntaner                        |       |
| 2004 | Velódromo de Son Moix, Palma             | Miquel Perelló                        |       |
| 2005 | Velódromo de Son Moix, Palma             | David Muntaner                        |       |
| 2006 | Velódromo de Son Moix, Palma             | David Muntaner                        |       |
| 2007 | Velódromo de Son Moix, Palma de Mallorca | David Muntaner                        |       |
| 2008 | Velódromo de Son Moix, Palma de Mallorca | David Muntaner                        |       |
| 2009 | Palma Arena                              | Daniel Crespí                         |       |
| 2010 | Palma Arena                              | Daniel Crespí                         |       |
| 2011 | Palma Arena                              | David Muntaner                        |       |
| 2012 | Velódromo de Son Moix, Palma de Mallorca | Francesc Artigues                     |       |
| 2013 | Palma Arena                              |                                       |       |
| 2014 | Palma Arena                              |                                       |       |
| 2015 | Palma Arena                              | Antoni Ballester                      |       |
| 2016 | Palma Arena                              |                                       |       |
| 2017 | Palma Arena                              | Albert Torres                         |       |
| 2018 | Palma Arena                              | Gabriel Mayans                        |       |
| 2019 | Palma Arena                              |                                       |       |
| 2020 | Palma Arena                              | Aplazado por la crisis de la Covid-19 |       |

### Omnium
| Año         | Sede              | Campeón               | Notas             |
| ----------- | ----------------- | --------------------- | ----------------- |
| 2009        | Palma Arena       | Jaume Albert Muntaner |                   |
| 2010 – 2016 | No es va disputar | No es va disputar     | No es va disputar |
| 2017        | Palma Arena       | Albert Torres         |                   |
| 2018        | Palma Arena       |                       |                   |
| 2019        | Palma Arena       |                       |                   |
| 2020        | Palma Arena       | Llorenç Tomàs         |                   |

### Eliminación
| Año  | Sede        | Campeón                               | Notas |
| ---- | ----------- | ------------------------------------- | ----- |
| 2017 | Palma Arena | Albert Torres                         |       |
| 2018 | Palma Arena |                                       |       |
| 2019 | Palma Arena | Andreu Bernat                         |       |
| 2020 | Palma Arena | Aplazado por la crisis de la Covid-19 |       |

## Pruebas masculinas en equipo

### Madison (americana)
| Año         | Sede                                     | Campeón                                 | Notas         |
| ----------- | ---------------------------------------- | --------------------------------------- | ------------- |
| 1966        | Velódromo de Tirador, Palma              | Bartomeu Bauzà, Sebastián Sánchez       |               |
| 1967 – 1971 | No se disputó                            | No se disputó                           | No se disputó |
| 1972        | Velódromo de Tirador, Palma              | Antoni Vallori, Miquel Verdera          |               |
| 1973 – 1981 | No se disputó                            | No se disputó                           | No se disputó |
| 1982        | Velódromo Andreu Oliver, Algaida         | Bartomeu Caldentey, Jaume Pou           |               |
| 1983 – 2001 | No se disputó                            | No se disputó                           | No se disputó |
| 2002        | Velódromo de Son Moix, Palma             | Miquel Alzamora, Xisco Martí            |               |
| 2003        | Velódromo de Son Moix, Palma             | Pere Mas, Miquel Perelló                |               |
| 2004        | Velódromo de Son Moix, Palma             | Pere Mas, Miquel Perelló                |               |
| 2005        | Velódromo de Son Moix, Palma             | David Muntaner, Juan Francisco Romero   |               |
| 2006        | Velódromo de Son Moix, Palma             | Pere Mas, David Muntaner                |               |
| 2007        | Velódromo de Son Moix, Palma de Mallorca | David Muntaner, Jaume Albert Muntaner   |               |
| 2008        | Velódromo de Son Moix, Palma de Mallorca | David Muntaner, Jaume Albert Muntaner   |               |
| 2009        | Palma Arena                              | Marcos Escribano, Jaume Albert Muntaner |               |
| 2010        | Palma Arena                              | David Muntaner, Vicente Pastor          |               |
| 2011        | Palma Arena                              | Vicente Pastor, Joan Carles Riutort     |               |
| 2012        | No se disputó                            | No se disputó                           | No se disputó |
| 2013 – 2020 | pendiente                                | pendiente                               |               |

### Velocidad
| Año  | Sede      | Campeón   | Notas |
| ---- | --------- | --------- | ----- |
| 0000 | pendiente | pendiente |       |

### Persecución
| Año         | Sede                             | Campeón                                                     | Notas         |
| ----------- | -------------------------------- | ----------------------------------------------------------- | ------------- |
| 1972        | Velódromo Francesc Alomar, Sinéu | Francisco Hernández, Miquel Verdera                         |               |
| 1973 – 1981 | No se disputó                    | No se disputó                                               | No se disputó |
| 1982        | Velódromo Andreu Oliver, Algaida | Manuel Arias, Joan Antoni Crespí, Pedro Pérez, Joan Tugores |               |
| 1983 – 2012 | No se disputó                    | No se disputó                                               | No se disputó |
| 2013 – 2020 | pendiente                        | pendiente                                                   |               |

## Pruebas femeninas individuales

### Velocidad
| Año         | Sede                             | Campeón          | Notas         |
| ----------- | -------------------------------- | ---------------- | ------------- |
| 1980        | Velódromo Andreu Oliver, Algaida | Margalida Sastre |               |
| 1981        | Velódromo Andreu Oliver, Algaida | Margalida Sastre |               |
| 1982        | Velódromo Andreu Oliver, Algaida | Margalida Sastre |               |
| 1983        | Velódromo Andreu Oliver, Algaida | pendiente        |               |
| 1984 – 1986 | No se disputó                    | No se disputó    | No se disputó |
| 1987        | Velódromo Andreu Oliver, Algaida | Maria Mora       |               |
| 1988        | Velódromo de Son Moix, Palma     | Maria Mora       |               |
| 1989 – 1993 | No se disputó                    | No se disputó    | No se disputó |
| 1994        | Velódromo de Son Moix, Palma     | Magdalena Rigo   |               |
| 1995 – 2010 | No se disputó                    | No se disputó    | No se disputó |
| 2011        | Palma Arena                      | Mar Bonnín       |               |
| 2012        | No se disputó                    | No se disputó    | No se disputó |
| 2013        | Palma Arena                      |                  |               |
| 2014        | Palma Arena                      |                  |               |
| 2015        | Palma Arena                      | Tania Calvo      |               |
| 2016        | Palma Arena                      |                  |               |
| 2017        | Palma Arena                      |                  |               |
| 2018        | Palma Arena                      |                  |               |
| 2019        | Palma Arena                      |                  |               |
| 2020        | Palma Arena                      |                  |               |

### Fondo
| Año         | Sede                             | Campeón          | Notas         |
| ----------- | -------------------------------- | ---------------- | ------------- |
| 1980        | Velódromo Andreu Oliver, Algaida | pendiente        |               |
| 1981        | Velódromo Andreu Oliver, Algaida | Margalida Sastre |               |
| 1982        | No se disputó                    | No se disputó    | No se disputó |
| 1983        | Velódromo Andreu Oliver, Algaida | pendiente        |               |
| 1984 – 2012 | No se disputó                    | No se disputó    | No se disputó |
| 2013 – 2020 | pendiente                        | pendiente        |               |

### Persecución
| Año         | Sede                                     | Campeón          | Notas         |
| ----------- | ---------------------------------------- | ---------------- | ------------- |
| 1980        | Velódromo Andreu Oliver, Algaida         | pendiente        |               |
| 1981        | Velódromo Andreu Oliver, Algaida         | Margalida Sastre |               |
| 1982        | No se disputó                            | No se disputó    | No se disputó |
| 1983        | Velódromo Andreu Oliver, Algaida         | pendiente        |               |
| 1984 – 1986 | No se disputó                            | No se disputó    | No se disputó |
| 1987        | Velódromo Andreu Oliver, Algaida         | Maria Mora       |               |
| 1988        | Velódromo de Son Moix, Palma             | Maria Mora       |               |
| 1989        | Velódromo de Son Moix, Palma             | Maria Mora       |               |
| 1990 – 2010 | No se disputó                            | No se disputó    | No se disputó |
| 2011        | Palma Arena                              | Mar Bonnín       |               |
| 2012        | Velódromo de Son Moix, Palma de Mallorca | Maria Mora       |               |
| 2013 – 2020 | pendiente                                | pendiente        |               |

### 500 metros
| Año         | Sede          | Campeón       | Notas         |
| ----------- | ------------- | ------------- | ------------- |
| 2011        | Palma Arena   | Mar Bonnín    |               |
| 2012        | No se disputó | No se disputó | No se disputó |
| 2013 – 2020 | pendiente     | pendiente     |               |

### Puntuación
| Año         | Sede          | Campeón       | Notas         |
| ----------- | ------------- | ------------- | ------------- |
| 2011        | Palma Arena   | Mar Bonnín    |               |
| 2012        | No se disputó | No se disputó | No se disputó |
| 2013 – 2020 | pendiente     | pendiente     |               |

### Keirin
| Año         | Sede          | Campeón        | Notas         |
| ----------- | ------------- | -------------- | ------------- |
| 2011        | Palma Arena   | Andrea Ferriol |               |
| 2012        | No se disputó | No se disputó  | No se disputó |
| 2013 – 2020 | pendiente     | pendiente      |               |

### Scratch
| Año         | Sede          | Campeón                  | Notas         |
| ----------- | ------------- | ------------------------ | ------------- |
| 2011        | Palma Arena   | Maria del Mar Santandreu |               |
| 2012        | No se disputó | No se disputó            | No se disputó |
| 2013 – 2020 | pendiente     | pendiente                |               |

### Omnium
| Año         | Sede      | Campeón   | Notas |
| ----------- | --------- | --------- | ----- |
| 2013 – 2020 | pendiente | pendiente |       |

## Pruebas femeninas en equipo

### Madison (americana)
| Año         | Sede      | Campeón   | Notas |
| ----------- | --------- | --------- | ----- |
| 2013 – 2020 | pendiente | pendiente |       |

### Velocidad
| Año         | Sede      | Campeón   | Notas |
| ----------- | --------- | --------- | ----- |
| 2013 – 2020 | pendiente | pendiente |       |

### Persecución
| Año         | Sede      | Campeón   | Notas |
| ----------- | --------- | --------- | ----- |
| 2013 – 2020 | pendiente | pendiente |       |